# Hellingly Hospital

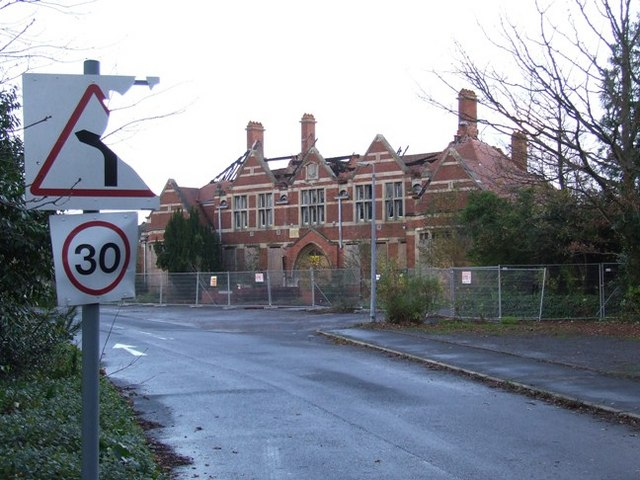

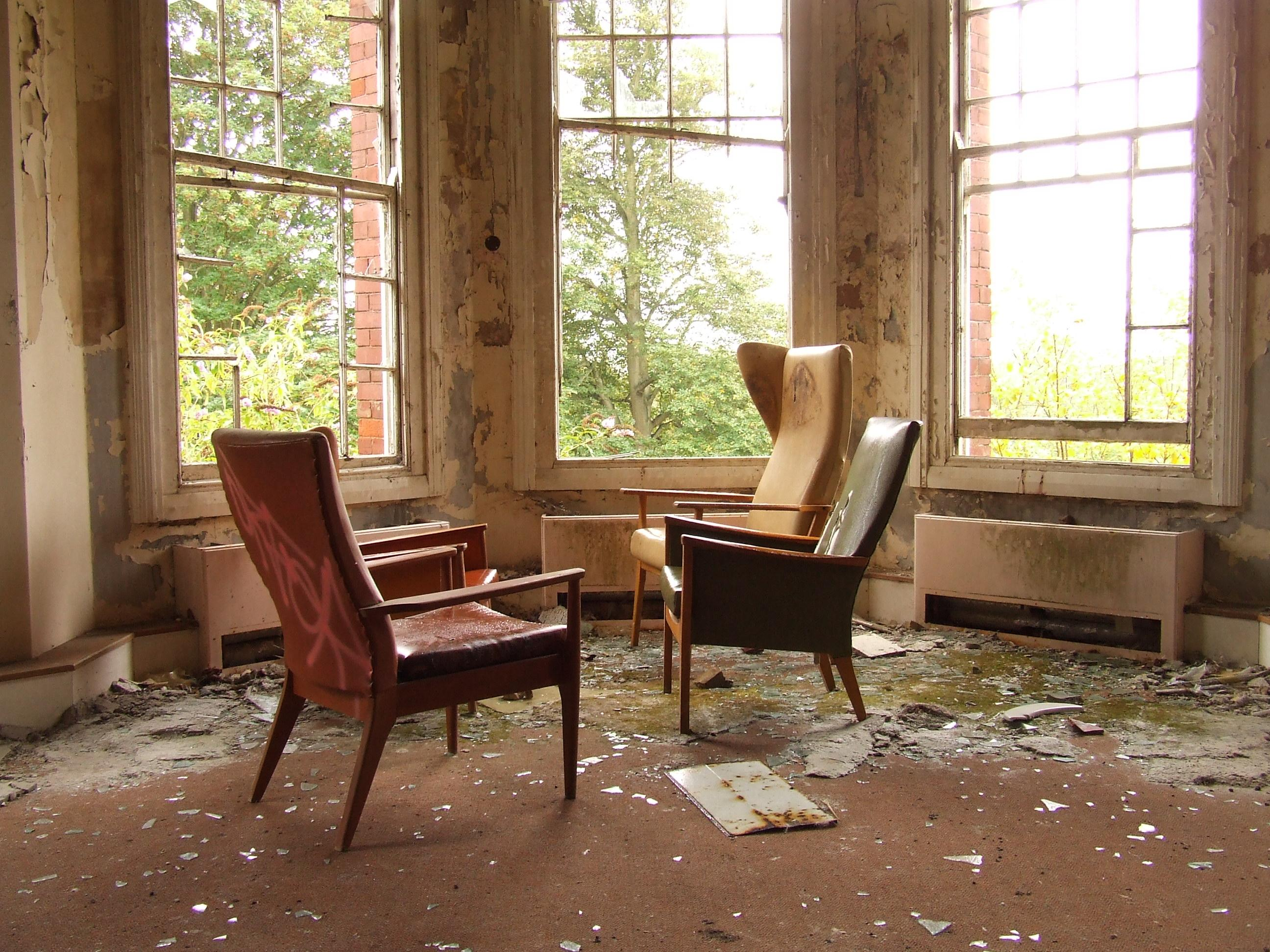

Das Hellingly Hospital, auch East Sussex County Asylum, war eine Nervenheilanstalt, die am 20. Juli 1903 eröffnet wurde und seit dem Jahr 1994 leer steht. Es liegt nahe dem Dorf Hellingly im englischen East Sussex.

## Geschichte
Das Hospital wurde von dem Architekten George Thomas Hine entworfen. Die Errichtung des Gebäudes begann im Jahr 1898. Fünf Jahre später wurde das Gebäude eröffnet. Der Bau kostete insgesamt  353,400 £. Im Jahr 1994 wurde die Anstalt geschlossen und teilweise abgerissen.

## Hellingly Hospital Railway
Das Besondere an dieser Klinik war – neben der für diese Zeit fortgeschrittenen Architektur – auch die eigene elektrische Eisenbahn, die Hellingly Hospital Railway, die 1899 konstruiert wurde und vor allem während des Baus eine wichtige Rolle spielte, da über sie einfach Baumaterialien herbeigeschafft werden konnten. Der Beschluss, die Bahn elektrisch zu betreiben, wurde aber erst 1902 gefasst. Ihr Bau kostete insgesamt 3000 £. Der Zug, der aus einer Elektrolokomotive, zwei Kohlewagen und einem Schienenbus für zwölf Personen bestand, der jedoch 1932 entfernt wurde und auf dem Gelände der Anstalt als Cricket-Pavillon fungierte, wurde auch nach den Bauarbeiten genutzt, um Kohle für die Klinik zu transportieren. Die Linie war eigentlich dazu gedacht, im Zweiten Weltkrieg auch von Zügen mit medizinischer Ausstattung benutzt zu werden, die das kanadische Militär unterstützen sollten. Dieser Plan wurde jedoch nie umgesetzt und die Hellingly Hospital Railway wurde 1959 außer Betrieb genommen. Danach heizte das Krankenhaus nicht mehr mit Kohle, sondern mit Öl.

## Architektur
Der Hauptflügel beinhaltete eine Küche, einen Verwaltungsbereich, einige Lager, einen Saal für Freizeitaktivitäten und Erholung und einen Aufenthaltsraum für Assistenzärzte und Personal. Wie in den meisten großen Institutionen dieser Zeit waren auch im Hellingly Hospital die Geschlechter getrennt. Westlich vom Hauptgebäude waren die Arbeitsplätze der Männer und ein Wasserturm, im Ostflügel die Frauen sowie die Wäscherei und die Näherei untergebracht. Das Hauptgebäude war durch ein Netz von Korridoren verbunden.
Im Norden des Hauptgebäudes befanden sich eine Kapelle und vier Villen, eine für männliche arbeitende Patienten, zwei für arbeitende Patientinnen und eine für geistig behinderte Kinder. Im Südwesten gab es eine Einrichtung für akute Krankheitsfälle und im Nordwesten gab es ein kleines Hospital für sehr ansteckende Krankheiten.

## Verwahrlosung und Vandalismus
Nachdem die Anstalt geschlossen wurde, verfielen die meisten Gebäude. Vandalismus, Brände, Witterung und mehr setzten dem Gebäude stark zu. 2003 erlangte das verlassene Sanatorium wegen des Trends der Urban Exploration neue Bekanntheit. Mitte 2010 wurden trotzdem einige Teile abgerissen, um Platz für neue Wohnungen zu schaffen.